# Nowodugino
Nowodugino (russisch Новодугино́) ist ein Dorf (selo) in der Oblast Smolensk in Russland mit 3839 Einwohnern (Stand 14. Oktober 2010).

## Geographie
Der Ort liegt etwa 170 km Luftlinie nordöstlich des Oblastverwaltungszentrums Smolensk, gut 6 km vom rechten Ufers des rechten Wolga-Nebenflusses Wasusa entfernt.
Nowodugino ist Verwaltungszentrum des Rajons Nowoduginski sowie Sitz der Landgemeinde Nowoduginskoje selskoje posselenije, zu der 28 weitere Dörfer mit zusammen gut 1000 Einwohnern (Stand 2010) gehören.

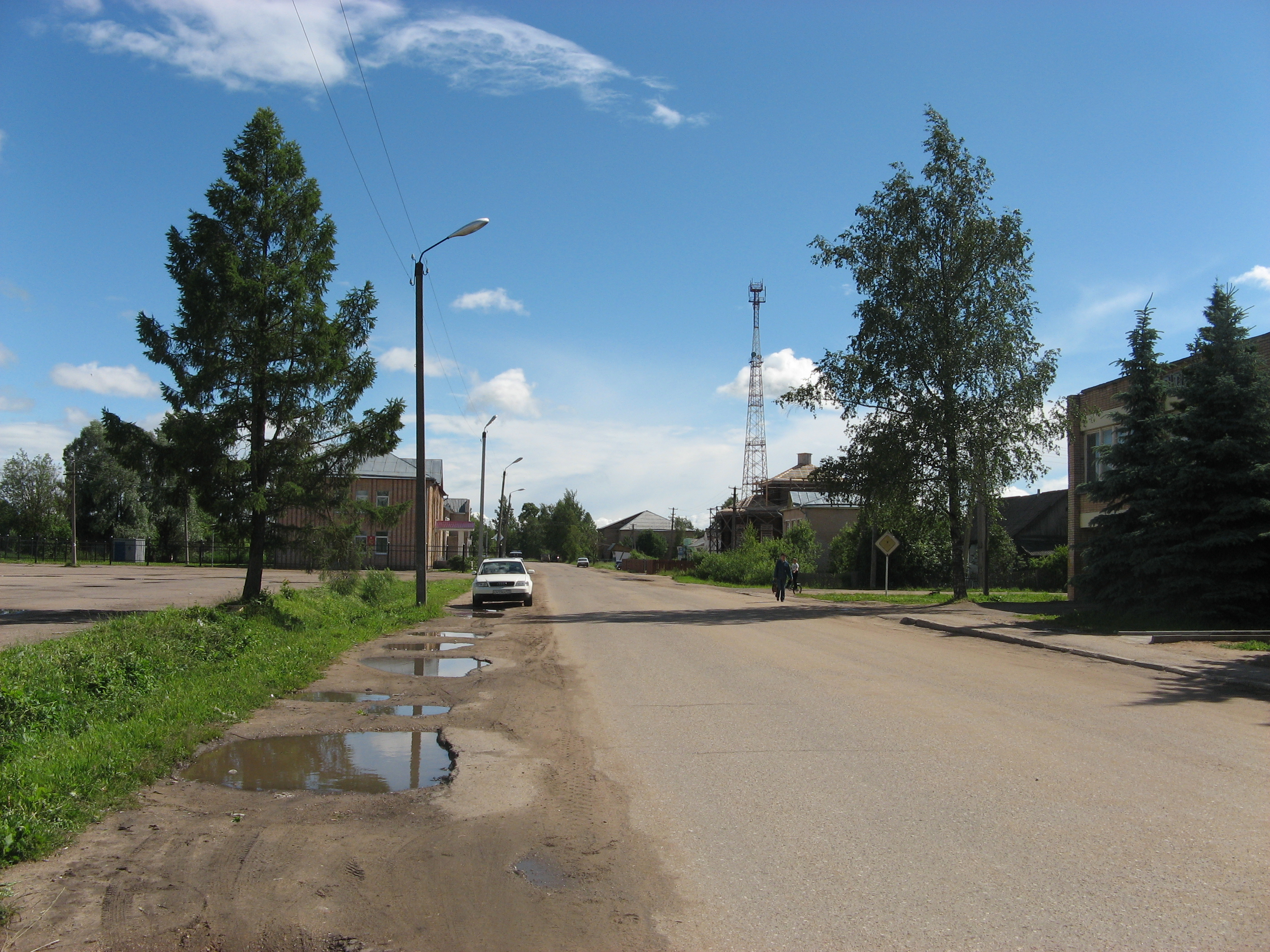
Straße in Nowodugino (2008)
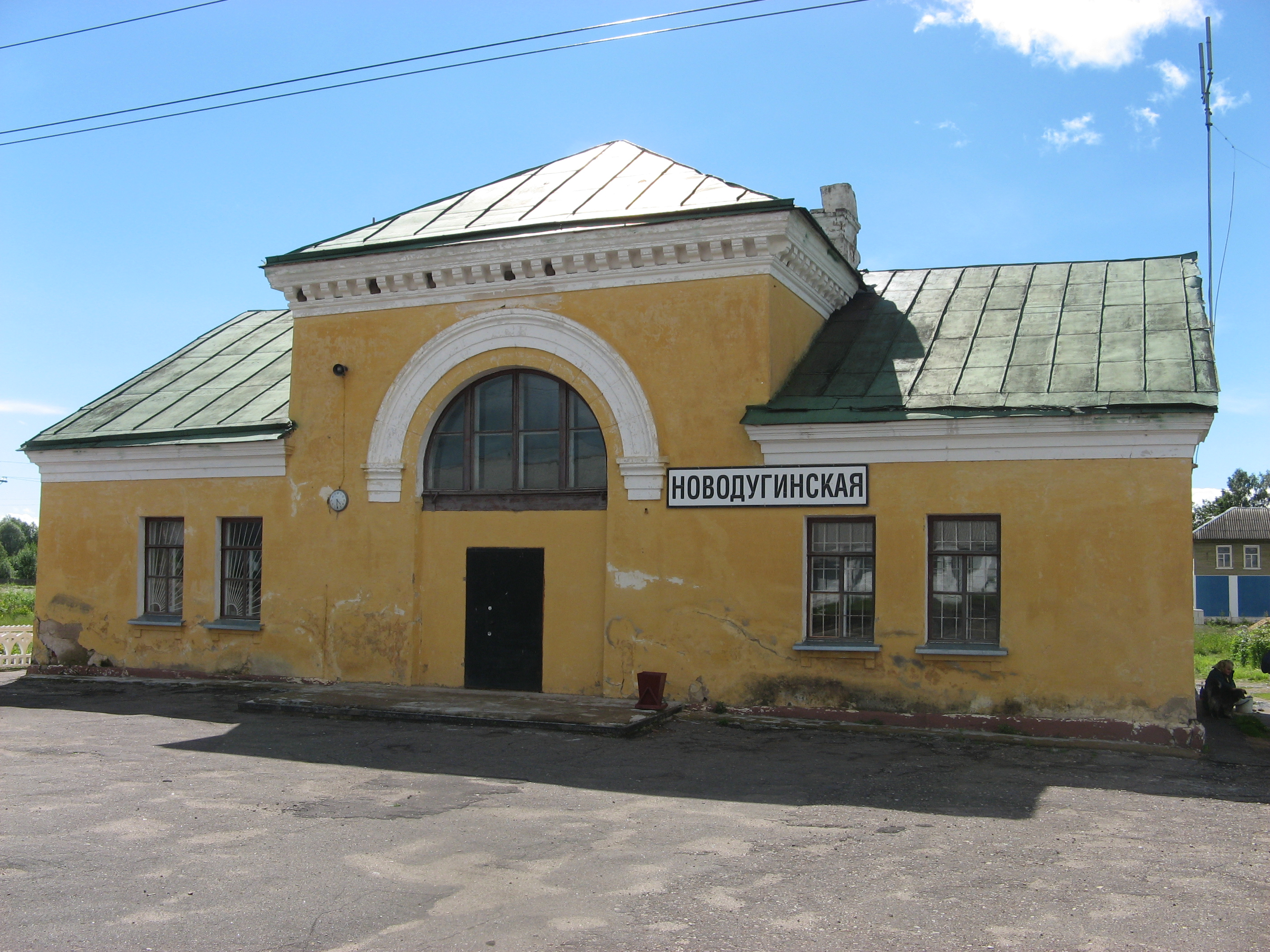
Bahnhof Nowoduginskaja
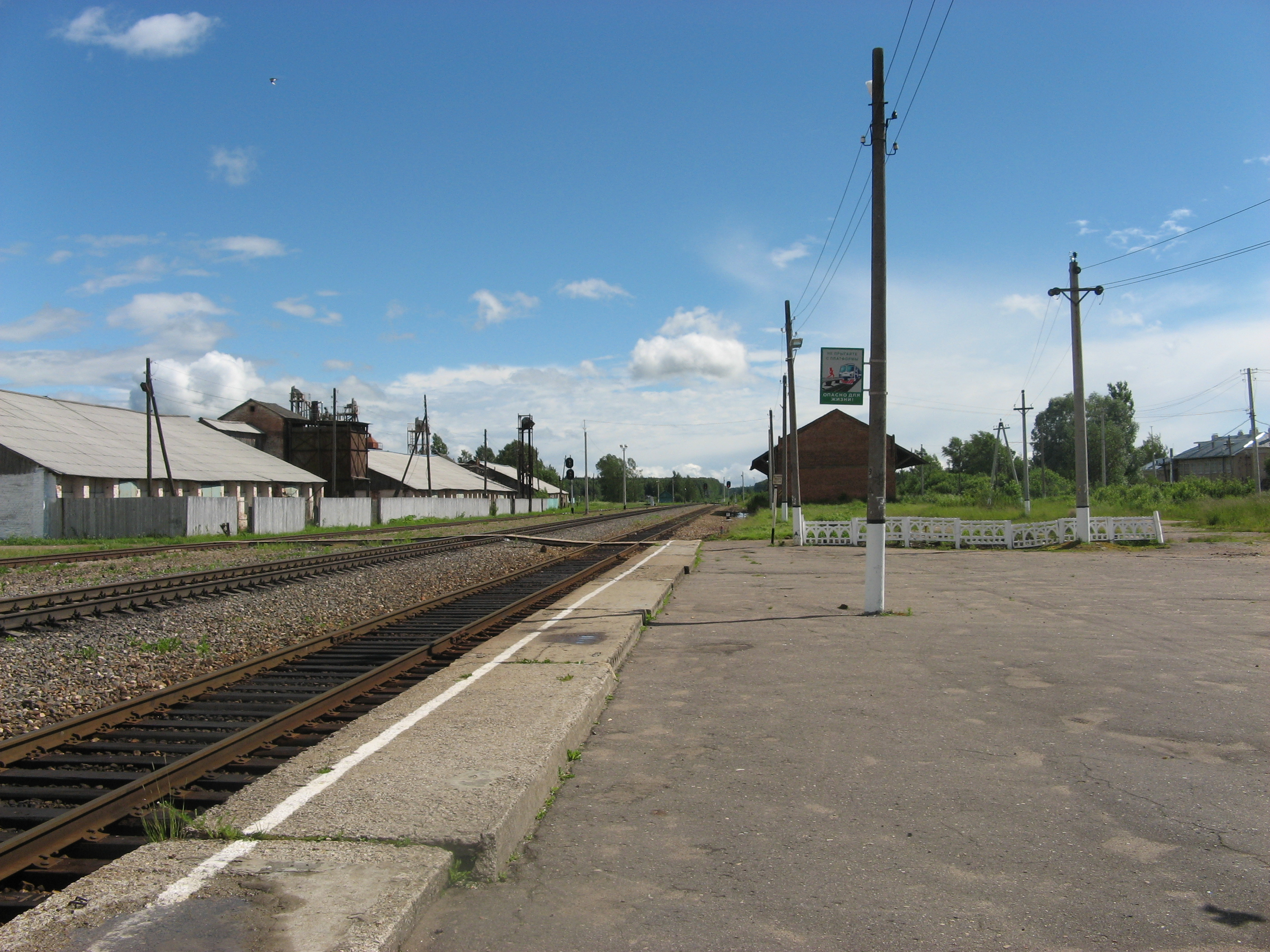
Bahnstrecke beim Bahnhof Nowoduginskaja

## Geschichte
Der Ort entstand ab 1887 um eine Bahnstation, die an der Strecke Lichoslawl – Torschok – Rschew – Wjasma errichtet und nach dem 9 km nordwestlich gelegenen Dorf Dugino benannt wurde. Die Strecke ging 1888 in Betrieb. Bald wurden mehrere Betriebe errichtet, und der gewachsene Ort erhielt 1904 den Namen Nowo-Dugino (übersetzt „Neu-Dugino“), davon abgeleitet als Name der Bahnstation Nowo-Duginskaja. Ab seiner Gründung gehörte Nowodugino zum Ujesd Sytschowka des Gouvernements Smolensk.
Am 1. Juni 1929 wurde Nowo-Dugino als mittlerweile bedeutendste Ortschaft des Gebietes Sitz eine neu gebildeten Rajons. Im Zweiten Weltkrieg wurde es am 7. Oktober 1941 von der deutschen Wehrmacht okkupiert und am 10. März 1943 in der Endphase der Schlacht von Rschew, während des als „Unternehmen Büffelbewegung“ bezeichneten deutschen Rückzugs, wieder von der nachrückenden Roten Armee eingenommen.
Seit etwa 1960 ist die heutige Schreibweise des Ortsnamens – und entsprechend der Bahnstation – offiziell. Vom 1. Februar 1963 bis 3. April 1972 war der Rajon vorübergehend aufgelöst. Am 8. Oktober 1974 erhielt Nowodugino den Status einer Siedlung städtischen Typs, den es 2004 jedoch wieder verlor; seither ist der Ort wieder Dorf.

### Bevölkerungsentwicklung
| Jahr | Einwohner |
| ---- | --------- |
| 1939 | 1654      |
| 1959 | 2991      |
| 1979 | 3838      |
| 1989 | 4153      |
| 2002 | 3999      |
| 2010 | 3839      |

Anmerkung: Volkszählungsdaten

## Verkehr
Gut 4 km westlich an Nowodugino vorbei verläuft die Regionalstraße 66K-12, die von Wjasma an der föderalen Fernstraße M1 Belarus kommend weiter über Sytschowka zur Grenze der Oblast Twer führt; von dort weiter als 28A-0386 nach Subzow an der föderalen Fernstraße M9 Baltija. Von der 66K-12 abzweigend durch den Ort in östlicher Richtung führt die 66K-29 nach Pretschistoje an der 66N-0308 nördlich von Gagarin.
Im Ort befindet sich der Bahnhof Nowoduginskaja bei Kilometer 209 der eingleisigen, nicht elektrifizierten Strecke Lichoslawl – Wjasma.